# The 7D
The 7D (dịch là Bảy chú lùn) là loạt phim hoạt hình dài tập sản xuất bởi Disney Television Animation và phát sóng trên kênh Disney XD kể từ ngày 7 tháng 7 năm 2014. Bộ phim dựa vào phim hoạt hình năm 1937 của Disney Bạch tuyết và Bảy chú lùn Mùa 1 bao gồm 24 tập. Vào ngày 2 tháng 12 năm 2015, mùa 2 sẽ bao gồm 20 tập. Phim từng được thuyết minh tiếng Việt trên Disney Channel Asia (nhưng bị giới hạn thuyết minh cho đến hết tập The Jollywood Jam và Hildy The Good).

## Nội dung
Bảy chú lùn bảo vệ vương quốc Jollywood khỏi hai phù thủy Grim và Hildy Gloom, những người muốn truất ngôi nữ hoàng Hạnh Phúc (Queen Delightful) và thống trị Jollywood.

## Nhân vật

### Bảy chú lùn
Nhóm 7D là một nhóm chú lùn bảo vệ Jollywod khỏi nhà Gloom và những mối đe dọa khác. Họ là con cháu của những người sáng lập nên Jollywood. Các thành viên bao gồm:
- Xấu Hổ (Bashful) (lồng tiếng bởi Billy West)- Xấu Hổ thường hay ngượng và xấu hổ. Cậu ta yêu thầm Nữ hoàng Hạnh phúc và thường bối rối khi nghe thấy tên Nữ hoàng.
- Tiến sĩ (Doc) (lồng tiếng bởi Bill Farmer)- Tiến sĩ thường nghĩ ra nhiều phát minh để giúp bảy chú lùn trong công việc và còn phát minh ra thùng ròng rọc để người dân đi lại.
- Ngốc Nghếch (Dopey) (lồng tiếng bởi Dee Bradley Baker)- Ngốc Nghếch chỉ biết giao tiếp bằng cách huýt sáo, nói tiếng động vật, và hay làm những trò hài.
- Cáu Kỉnh (Grumpy) (lồng tiếng bởi Maurice LaMarche)- Cáu Kỉnh là một chú lùn dễ nổi nóng và đội chậu hoa làm mũ. Cậu ta thích ăn phô mai và vật nhau. Cáu Kỉnh không thể chịu nổi những tiếng ồn, những thứ kinh tởm và những điều bất công. Ngoài ra, Cáu Kỉnh có nuôi một con dê tên là Giselle.
- Vui Vẻ (Happy) (lồng tiếng bởi Kevin Michael Richardson)- Vui Vẻ thường vui sướng và hay làm nhạc- điều làm cho Cáu Kỉnh không thể chịu được.
- Ngái Ngủ (Sleepy) (lồng tiếng bởi Stephen Stanton)- Ngái Ngủ luôn luôn mệt mỏi và buồn ngủ.
- Hắt Xì (Sneezy) (lồng tiếng bởi Scott Menville)- Hắt Xì hắt xì rất mạnh và dị ứng với nhiều thứ. Ngoài ra, Hắt Xì còn có một bộ sưu tập khăn tay.

### Nhà Gloom
- Hildegard "Hildy" Gloom (lồng tiếng bởi Kelly Osbourne)- Hildy là một phù thủy và cũng là vợ của Grim. Cô ta luôn muốn chiếm được Jollywood và trả thù kẻ thù của cô- Snazzy Shazam.
- Grimwold "Grim" Gloom (lồng tiếng bởi Jess Harnell)- Grim là một pháp sư và là chồng của Hildy. Ngoài ra, cụ tổ của Grim là pháp sư độc ác bị đánh bại bởi những người sáng lập nên Jollywood.

### Các nhân vật ở Jollywood
- Nữ hoàng Hạnh phúc (Queen Delightful) (lồng tiếng bởi Leigh-Allyn Baker)- Nữ hoàng Hạnh phúc là người thống trị vương quốc Jollywood. Khi gặp rắc rối, cô ta thường kích động bằng cách quay vòng, giả đèn cảnh sát và tiếng còi báo động. Sau đó, cô gọi bảy chú lùn bằng cách rung chuông Bing Bong.
- Công tước Starchbottom (lồng tiếng bởi Paul Rugg)- là người trợ lý của nữ hoàng, thường khó chịu với những trò hề của bảy chú lùn.

### Các nhân vật phụ
- Gương thần (lồng tiếng bởi Whoopi Goldberg)- Gương thần phục vụ cho Nữ hoàng và sống trong phòng đá quý của lâu đài.
- Quả cầu pha lê (lồng tiếng bởi Jay Leno)- Quả cầu pha lê được nhà Gloom dùng để theo dõi Nữ hoàng. Ngoài ra, quả cầu pha lê còn cho nhà Gloom biết thông tin mà họ muốn tìm kiếm. Quả cầu pha lê còn gây ra những câu nói hài hước.
- Ngài Yipsalot (lồng tiếng bởi Bill Farmer)- Ngài Yipsalot là chó nuôi của Nữ hoàng và rất thích ăn dưa muối.
- Squire Peckington (lồng tiếng bởi Dee Bradley Baker)- Squire Peckington là vẹt của Nữ hoàng.
- Snazzy Shazam (lồng tiếng bởi Leigh-Allyn Baker)- Snazzy Shazam là một phù thủy có tóc vàng và là kẻ thù từ nhỏ của Hildy.
- Peaches -Peaches là thú nuôi của Grim, và chạy rất chậm.
- Giselle (lồng tiếng bởi Dee Bradley Baker)- là con dê được nuôi bởi Cáu Kỉnh.